# ترنس بیلر
ترنس بیلر (انگلیسی: Terence Bayler؛ ۲۴ ژانویهٔ ۱۹۳۰ – ۲ اوت ۲۰۱۶) یک هنرپیشه اهل نیوزیلند بود.
از فیلم‌ها یا برنامه‌های تلویزیونی که وی در آن نقش داشته است می‌توان به زندگی برایان، هری پاتر و سنگ جادو و مکبث اشاره کرد.